# وندی مالیک
وندی مالیک (انگلیسی: Wendie Malick؛ زادهٔ ۱۳ دسامبر ۱۹۵۰) یک هنرپیشه، و مانکن (فرد) اهل ایالات متحده آمریکا است. وی از سال ۱۹۷۸ میلادی تاکنون مشغول فعالیت بوده‌است.
از فیلم‌ها یا برنامه‌های تلویزیونی که وی در آن نقش داشته‌است می‌توان به خیال باطل، انتظار... و سرزمین ماجراجویی، آلوین و سنجاب‌ها ۲، اجناس، گورخر مسابقه، مک و ریتا و رئیس‌جمهور آمریکا اشاره کرد.